# Komagane
Komagane (駒ヶ根市 -shi) é uma cidade japonesa localizada na província de Nagano.

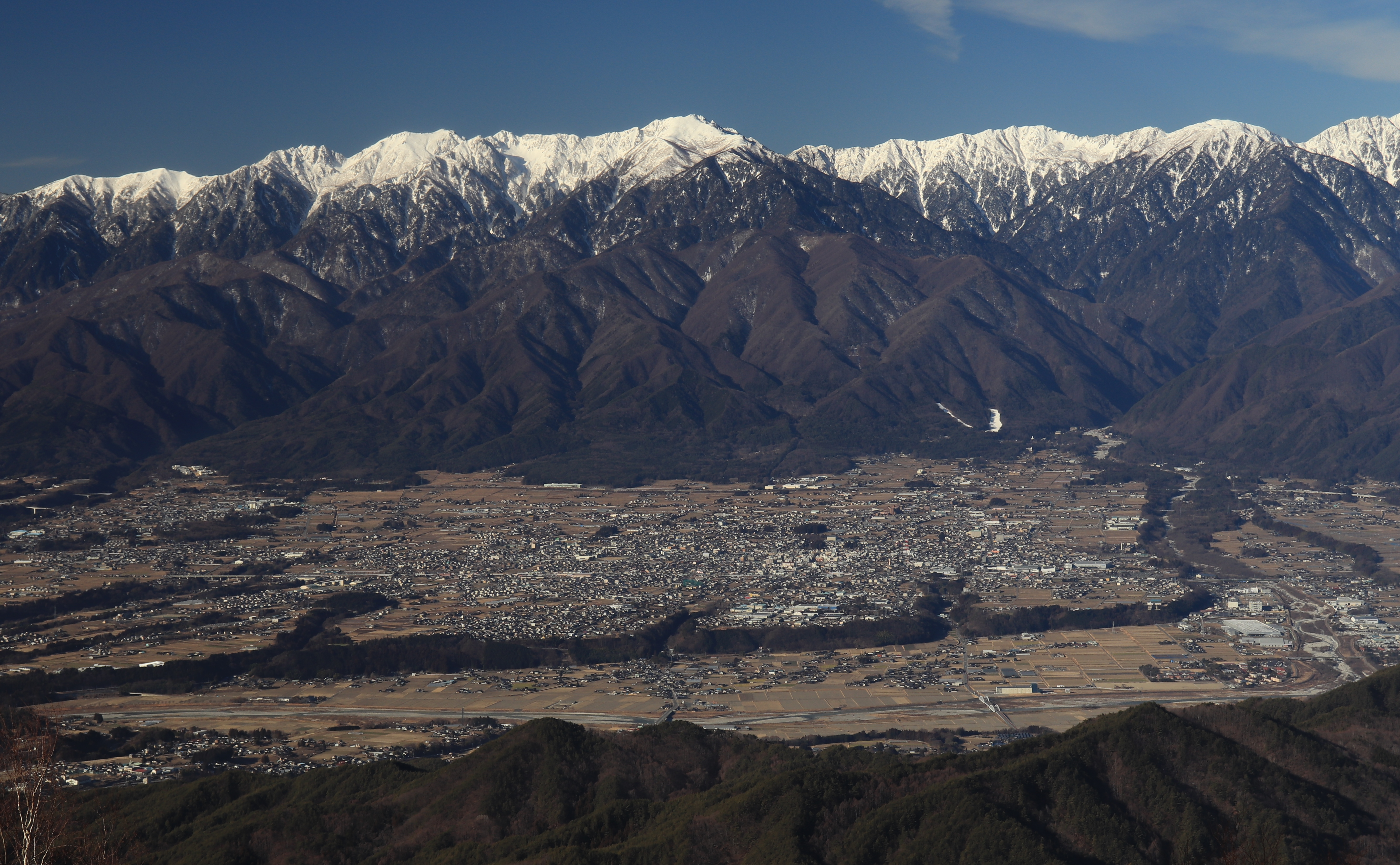

Em 2003 a cidade tinha uma população estimada em 34 409 habitantes e uma densidade populacional de 207,38 h/km². Tem uma área total de 165,92 km².
Recebeu o estatuto de cidade a 1 de Julho de 1954.